# Alimento orgánico

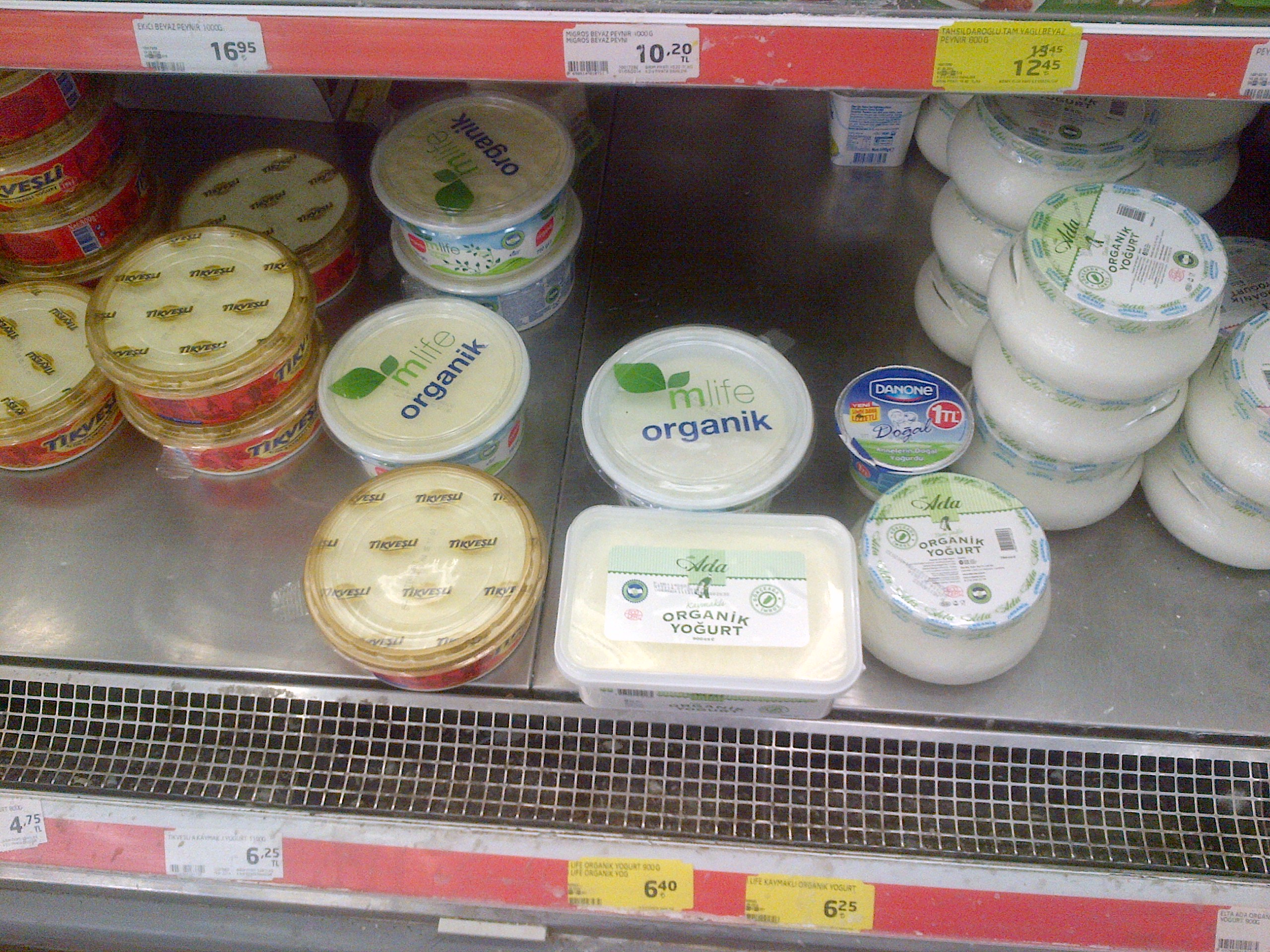
Algunas de las variantes locales, en la sección yogur ecológico, de un supermercado en Ankara.

Se denomina alimento orgánico, alimento ecológico, o alimento biológico al producto agrícola o agroindustrial que se produce bajo un conjunto de procedimientos denominados “ecológicos”. En general, los métodos ecológicos evitan el uso de ciertos productos sintéticos, como pesticidas, herbicidas y fertilizantes artificiales específicos.
El movimiento de agricultura ecológica surgió en la década de 1940 como respuesta a la industrialización de la producción agrícola denominada revolución verde. Actualmente la agricultura ecológica, así como la ganadería ecológica, es una industria fuertemente regulada, que en países como Japón, Canadá o la Unión Europea requiere certificaciones especiales para poder comercializar sus productos.
En el sector se utilizan en muchas ocasiones indistintamente los términos “ecológico”, “biológico” y “orgánico”. Sin embargo es conveniente resaltar el uso que se le da a cada palabra en el mercado. En España la fórmula más habitual es “ecológico”, al igual que en Alemania (biologisch) y Francia. En el mundo anglosajón el término “orgánico” es el más utilizado .
El empleo de estos términos está regulado por la ley, aunque en ocasiones autoriza que algunos alimentos utilicen el término “natural” en su denominación. Este es el caso del yogur, el café y el agua mineral, entre otros. Sin embargo, ciertos productos emplean este término como reclamo publicitario asociado a una mayor calidad.
Hay que fijarse bien ya que muchos productos del mercado utilizan la palabra “bio” en su etiqueta pero no son de origen biológico, sino que contienen bífidus, por ejemplo, por lo que diversas asociaciones ecológicas han denunciado el hecho.
Cuando se utilice el logotipo comunitario, la indicación del lugar en que se hayan obtenido las materias primas agrarias de que se compone el producto deberá figurar también en el mismo campo visual que el logotipo y adoptará diversas formas dependiendo de si todas las materias primas agrícolas han sido obtenidas en la Unión Europea o se utilizan todas o partes de ellas obtenidas en un tercer país.
El 15 de febrero de 2012, en Núremberg, la Unión Europea y los Estados Unidos acuerdan que a partir del 1 de junio de 2012 los productos orgánicos certificados en Europa o en los Estados Unidos podrán venderse como tales en el territorio del otro. El valor combinado de los sectores ecológicos de los Estados Unidos y la Unión Europea se cifra en unos 40.000 millones de euros y aumenta cada año.

## Etiquetado ecológico

El logotipo de la UE que identifica los productos de origen ecológico.

En la Unión Europea las denominaciones ecológico, biológico y orgánico, para los productos agrícolas y ganaderos destinados a la alimentación humana o animal se consideran sinónimos y su uso está protegido y regulado por los Reglamentos Comunitarios 834/2007 y 889/2008. Los prefijos eco- y bio- también están protegidos y regulados así mismo en todos los idiomas de la Unión. En cada país hay costumbre de usar uno u otro término. Por ejemplo, en España está más extendido el uso de ecológico, en Portugal y Francia se usa más el término biológico (en francés biologique), mientras que en el Reino Unido se utiliza más orgánico (organic en inglés).
Los productores de alimentos ecológicos están obligados a usar únicamente ciertos agroquímicos autorizados y no se pueden utilizar para su producción semillas o plantas transgénicas.
Los cultivos ecológicos son fertilizados habitualmente con compost, polvos minerales y otras sustancias de origen ecológico. Entre los métodos agrícolas tradicionalmente utilizados están el sistema de terrazas o de barreras naturales para evitar la erosión de los suelos, rotación de cultivos o plantado de leguminosas. Pueden además presentar otras cualidades como un empaquetado ecológico para su disposición al consumidor final.

## Seguridad para el consumidor

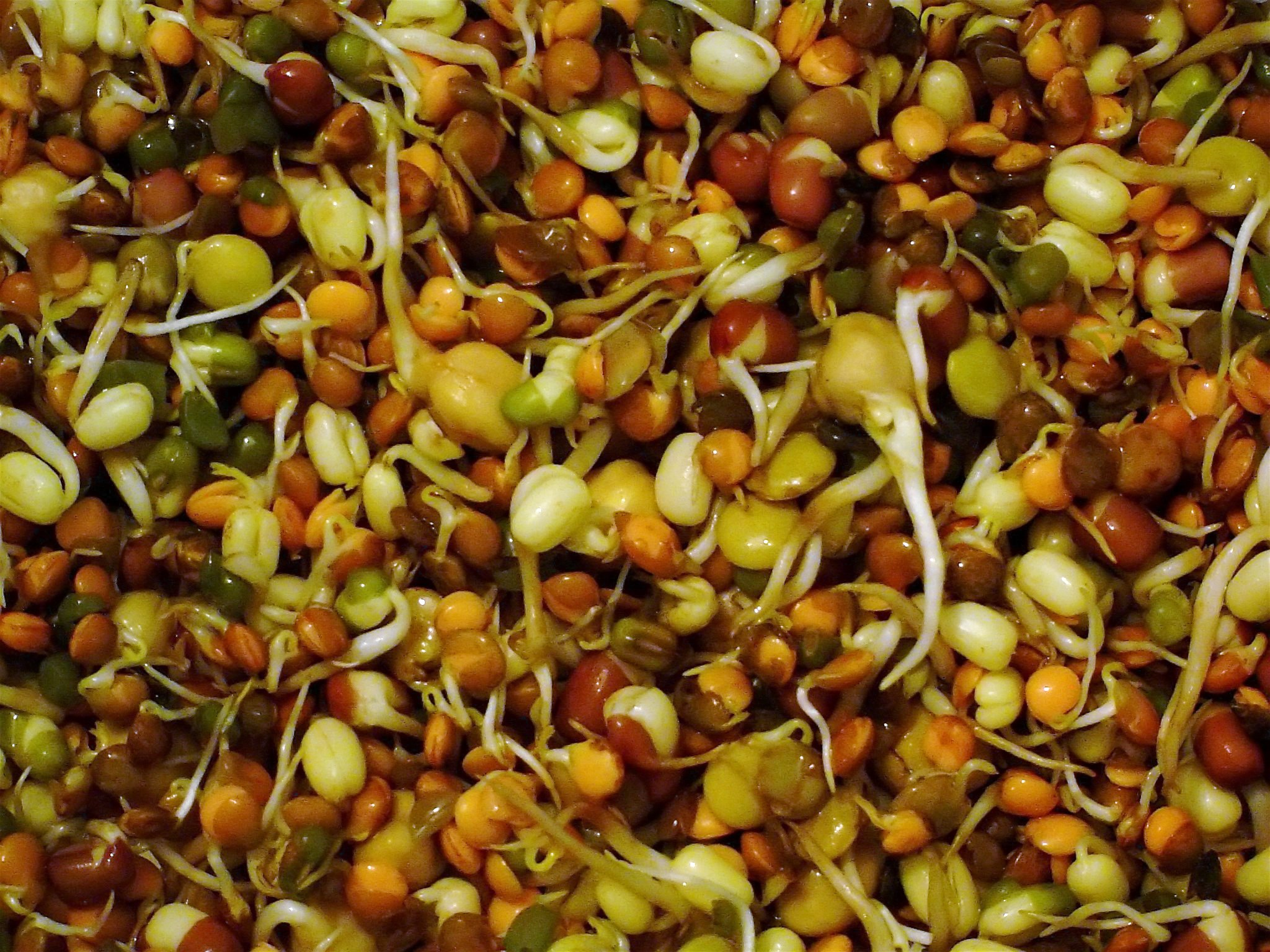
Brotes de leguminosas

Las pretensiones de una mayor seguridad de los alimentos ecológicos se han basado mayoritariamente en la presencia de residuos de pesticidas. Estas preocupaciones están motivadas por los hechos de que, primero, exposiciones masivas y agudas a pesticidas pueden provocar efectos adversos significativos sobre la salud, segundo, que algunos productos alimenticios han sido contaminados ocasionalmente con pesticidas, lo que puede resultar en una toxicidad aguda, y tercero, que la mayoría, si no toda, la comida vendida comercialmente contiene cantidades traza de pesticidas agrícolas. Sin embargo, como se suele resaltar en la literatura científica, "lo que no se deduce de esto, es que una exposición crónica a las cantidades de trazas de pesticidas encontrados en la comida resulte en una toxicidad demostrable. Esta posibilidad es prácticamente imposible de estudiar y cuantificar;", por lo tanto, cualquier conclusión firme sobre la seguridad relativa de los alimentos ecológicos ha sido obstaculizada por la dificultad de diseñar estudios adecuados y la relativamente pequeña cantidad de estudios que comparen directamente alimentos ecológicos con convencionales.
Adicionalmente, el Carcinogenic Potency Project (Proyecto de potencial cancerígeno), que es parte de la red de bases de datos Distributed Structure-Searchable Toxicity de la
Agencia de Protección Ambiental de los Estados Unidos(EPA), ha estado ensayando el potencial cancerígeno de productos químicos tanto naturales como artificiales, y creando una base de datos pública de los resultados durante los últimos 30 años. Este trabajo intenta llenar el hueco, en el conocimiento científico de la carcinogenicidad de todos los productos químicos, tanto naturales como sintéticos, tal y como describen los científicos que realizan el proyecto en la revista Science, en 1992:
El examen toxicológico de los productos químicos sintéticos, sin un examen similar de los productos químicos que se crean de forma natural, ha resultado en un desequilibrio tanto en los datos como en la percepción de los cancerígenos químicos. Los tres puntos que hemos discutido indican que se deberían realizar comparaciones con químicos naturales tanto como con sintéticos.

1. La inmensa mayoría de los productos químicos a los que estamos expuestos los seres humanos ocurre de forma natural. Sin embargo, el público tiende a ver los productos químicos como sólo sintéticos y a pensar que los productos químicos sintéticos son tóxicos, a pesar del hecho de que cada producto químico natural es también tóxico a cierta dosis. La exposición diaria de los estadounidenses a material quemado en su dieta es de alrededor de 2000 mg, y la exposición a pesticidas naturales (los productos químicos que las plantas producen para defenderse ellas mismas) es de alrededor de 1500 mg. En comparación, la exposición total diaria a todos los residuos de pesticidas sintéticos combinados es del orden de 0,09 mg. Por lo tanto, estimamos que el 99,99% de los pesticidas que ingieren los humanos son naturales. A pesar de esta abrumadoramente mayor exposición a productos químicos naturales, el 79% (378 de 479) de los productos químicos puestos a prueba para verificar su carcinogenicidad tanto en ratas como ratones son sintéticos (es decir, no ocurren naturalmente).
2. Ha sido frecuentemente asumido de forma errónea que los humanos hemos desarrollado por evolución defensas contra los productos químicos naturales en nuestra dieta, pero no contra los productos sintéticos. Sin embargo, las defensas que los animales desarrollan evolutivamente son muy genéricas más que específicas para un producto en particular; más aún, las defensas son generalmente inducibles y por lo tanto protegen bien contra dosis bajas de productos químicos tanto sintéticos como naturales.
3. Dado que la toxicología de los productos químicos naturales y sintéticos es similar, uno espera (y encuentra) un grado de carcinogenicidad similar para los productos naturales y sintéticos. La tasa de positivos entre los productos químicos ensayados en ratas y ratones es de alrededor del 50%. Por lo tanto, dado que los humanos estamos expuestos a muchos más productos naturales que sintéticos (tanto por peso como por número), estamos expuestos a un enorme fondo de cancerígenos para roedores, como es definido en ensayos de altas dosis para roedores. Hemos mostrado que incluso aunque sólo una minúscula proporción de los pesticidas naturales en alimentos vegetales han sido estudiados, de los 57 estudiados, 29 son cancerígenos en roedores y se encuentran en más de 50 alimentos vegetales comunes. Es probable que casi cada fruta y verdura en el supermercado contenga pesticidas naturales que son cancerígenos en roedores.

A pesar de que algunos estudios han mostrado a través de análisis químicos, como se ha discutido, que frutas y verduras cultivadas de forma ecológica contienen menores niveles de pesticidas, la importancia de estos resultados en una reducción real de riesgos para la salud es discutible dado que tanto alimentos ecológicos como convencionales generalmente contienen niveles de pesticidas muy por debajo de las recomendaciones de seguridad. De este punto de vista se ha hecho eco el Departamento de Agricultura de los Estados Unidos y la Agencia de Estándares Alimentarios británica.
Un estudio publicado por el Consejo de Investigación Nacional de los Estados Unidos en 1993 determinó que para los niños, la mayor fuente de exposición a pesticidas es a través de la dieta. Un estudio publicado en 2006 por Lu et al. midió los niveles de exposición a pesticidas organofosforados en 23 niños en edad escolar antes y después de sustituir su dieta por una basada en alimentos ecológicos. En este estudio se encontró que los niveles de exposición a pesticidas organofosforados pasaban de niveles despreciables a indetectables cuando los niños cambiaban a una dieta ecológica, lo que sus autores presentaron como una reducción significativa del riesgo. Estas conclusiones, sin embargo fueron criticadas en la literatura científica como un ejemplo de mala comunicación científica.
Más específicamente, las alegaciones que relacionan residuos de pesticidas con un aumento del riesgo de infertilidad o una menor cantidad de espermatozoides en el esperma no han sido respaldadas por la evidencia científica en la literatura médica. Así mismo, la Sociedad Americana contra el Cáncer ha declarado que su posición es que "es en gran parte desconocido si que los alimentos ecológiccos pueden conllevar un menor riesgo de cáncer porque tienen menos probabilidad de estar contaminados por compuestos que podrían causarlo." Varias revisiones científicas han encontrado que los riesgos debidos a contaminaciones microbiológicas o por toxinas naturales son probablemente mucho más significativas que los riesgos a corto o largo plazo debido a residuos de pesticidas.
Al examinar un posible aumento del riesgo por consumo de alimentos ecológicos, varias revisiones científicas han encontrado que, aunque puede haber un mayor riesgo de contaminación biológica por organismos como la Escherichia coli O157:H7, debido al mayor uso de estiércol como fertilizante, hay poca evidencia de que la incidencia real de brotes pueda ser atribuida a la producción ecológica.
 Un brote de intoxicaciones por E. coli en Alemania fue atribuido a brotes de soja cultivados ecológicamente.

En el caso de los huevos producidos en granjas ecológicas, el contenido de dioxinas es sistemáticamente mayor que su contrapartida convencional y frecuentemente supera los niveles legales permitidos en la Unión Europea. Así mismo, la carne de pollo proveniente de granjas ecológicas presenta una prevalencia de contaminación por salmonella más de 5 veces superior a la de pollos criados industrialmente.

## Controversia
Los alimentos ecológicos son promocionados por ciertos sectores que ven en la agricultura industrial un método insostenible de producción o consideran que la producción ecológica es más sana. En la mayoría de los casos, los rendimientos de los cultivos ecológicos son entre moderada y sustancialmente menores que en el caso de la agricultura industrial pudiendo llegar a ser hasta la mitad, y solo pudiendo igualar los rendimientos convencionales en casos muy concretos, por lo que para producir la misma cantidad de comida, sería necesario reclamar una mayor cantidad de bosques y espacios naturales.
Actualmente no existe suficiente evidencia científica para afirmar que el consumo de productos biológicos repercuta en un mayor beneficio para la salud. La mayoría de los estudios realizados sobre las diferencias entre alimentos ecológicos y convencionales concluyen que no existen diferencias nutricionales o de salud significativas para la salud entre alimentos “bio” y alimentos clásicos. Las dosis de pesticidas o plaguicidas presentes en los productos “no ecológicos” son ínfimas y las repercusiones sobre el organismo difíciles de evaluar. En lo que respecta al sabor la evidencia también es insuficiente para realizar afirmaciones científicas de que los alimentos ecológicos tienen mejor sabor.
A favor de los ecológicos se indican a menudo beneficios de tipo ambiental, un mayor favorecimiento a pequeños productores locales (típicamente principales productores de la agricultura biológica) y el evitar la manipulación de productos químicos peligrosos por parte de los agricultores (la exposición crónica o a altas concentraciones de ciertos pesticidas puede ocasionar daños en el sistema nervioso, riñones, hígado y cerebro).